# Konklawe 1565–1566
Konklawe 20 grudnia 1565 – 7 stycznia 1566 – konklawe, które na następcę Piusa IV wybrało św. Piusa V.

## Śmierć Piusa IV
Pius IV zmarł 9 grudnia 1565 po blisko 6-letnim pontyfikacie. Dokończył on obrady soboru trydenckiego i z pomocą swojego siostrzeńca kardynała Karola Boromeusza rozpoczął wdrażanie w życie jego postanowień. Uroczystości pogrzebowe odbyły się 19 grudnia 1565.
Oddziałami pilnującymi porządku w Rzymie podczas sediswakancji dowodził Hannibal von Hohenems, brat kardynała von Hohenems i siostrzeniec zmarłego papieża.

## Lista uczestników
Kolegium Kardynalskie liczyło 70 członków, jednak tylko 53 uczestniczyło w konklawe, z czego jeden zmarł w trakcie obrad:
- Francesco Pisani (nominacja kardynalska 1 lipca 1517) – kardynał biskup Ostia e Velletri; dziekan Świętego Kolegium Kardynałów; gubernator Civita Castellana
- Giovanni Girolamo Morone (2 czerwca 1542) – kardynał biskup Porto e Santa Rufina; subdziekan Świętego Kolegium Kardynałów; prefekt Świętej Kongregacji Soborowej; biskup Modeny; protektor Austrii
- Cristoforo Madruzzo; Kardynał z Trydentu[4] (2 czerwca 1542) – kardynał biskup Palestriny; biskup Trydentu i Brixen
- Alessandro Farnese (18 grudnia 1534) – kardynał biskup Frascati; komendatariusz kościoła prezbiterialnego S. Lorenzo in Damaso; archiprezbiter bazyliki watykańskiej; wicekanclerz Świętego Kościoła Rzymskiego; legat apostolski w Viterbo; administrator archidiecezji Monreale; komendatariusz opactw terytorialnych Farfa, S. Paolo fuori le mura i Tre Fontane; protektor Polski
- Tiberio Crispo (19 grudnia 1544) – kardynał biskup Sabiny, administrator diecezji Nepi e Sutri i Sessa Aurunca
- Fulvio della Corgna OSIoHieros; Kardynał z Perugii[4] (20 listopada 1551) – kardynał prezbiter S. Angelo in Pescheria; biskup Perugii
- Giovanni Michele Saraceni (20 listopada 1551) – kardynał prezbiter S. Maria in Trastevere; prefekt Trybunału Sygnatury Łaski; arcybiskup Acerenza e Matera
- Giovanni Ricci; Kardynał z Montepulciano[4] (20 listopada 1551) – kardynał prezbiter S. Vitale
- Giovanni Battista Cicala (20 listopada 1551) – kardynał prezbiter S. Agata in Suburra; administrator diecezji Sagony
- Scipione Rebiba; Kardynał z Pizy[4] (20 grudnia 1555) – kardynał prezbiter S. Anastasia; tytularny patriarcha Konstantynopola; kamerling Świętego Kolegium Kardynałów
- Jean Suau; Kardynał z Rieumes[4] (20 grudnia 1555) – kardynał prezbiter S. Prisca; prefekt Sygnatury Brewe Apostolskich
- Gianantonio Capizucchi (20 grudnia 1555) – kardynał prezbiter S. Clemente; biskup Lodi
- Antonio Michele Ghislieri OP; Kardynał z Alessandrii[4] (15 marca 1557) – kardynał prezbiter S. Maria sopra Minerva; biskup Mondovì; Wielki Inkwizytor Świętej Kongregacji Rzymskiej i Powszechnej Inkwizycji
- Clemente d’Olera OFMObs; Kardynał S. Maria in Aracoeli[4] (15 marca 1557) – kardynał prezbiter S. Maria in Aracoeli; biskup Foligno
- Giacomo Savelli (19 grudnia 1539) – kardynał prezbiter S. Maria in Cosmedin; wikariusz generalny diecezji rzymskiej; administrator archidiecezji Benewentu
- Giovanni Antonio Serbelloni (31 stycznia 1560) – kardynał prezbiter S. Maria degli Angeli; biskup Novary; legat apostolski w Umbrii i Perugii; gubernator Città della Pieve
- Luigi Cornaro OSIoHieros (20 listopada 1551) – kardynał prezbiter S. Marco; administrator diecezji Trogir; wielki przeor zakonu joannitów na Cyprze
- Ludovico Simonetta; Kardynał z Pesaro[4] (26 lutego 1561) – kardynał prezbiter S. Ciriaco e Ss. Quirico e Giulitta; prefekt Trybunału Sygnatury Sprawiedliwości
- Alfonso Gesualdo (26 lutego 1561) – kardynał prezbiter S. Cecilia; arcybiskup Conzy
- Bernardo Salviati OSIoHieros (26 lutego 1561) – kardynał prezbiter S. Simeone; administrator diecezji Clermont; wielki przeor zakonu joannitów w Rzymie
- Pier Francesco Ferrero (26 lutego 1561) – kardynał prezbiter S. Anastasia
- Marco Antonio Amulio (26 lutego 1561) – kardynał prezbiter S. Marcello; biskup Rieti; bibliotekarz Świętego Kościoła Rzymskiego
- Girolamo di Corregio (26 lutego 1561) – kardynał prezbiter S. Stefano al Monte Celio
- Gianfrancesco Gambara (26 lutego 1561) – kardynał prezbiter S. Pudenziana; legat apostolski w Camerino
- Carlo Borromeo (31 stycznia 1560) – kardynał prezbiter S. Prassede; arcybiskup Mediolanu; przewodniczący Sekretariatu Papieskiego; penitencjariusz większy; legat apostolski w Bolonii i Romanii; legat a latere i wikariusz generalny dla całych Włoch; archiprezbiter bazyliki liberiańskiej; komendatariusz opactw terytorialnych Nonantola i S. Vincenzo al Volturno; gubernator Terracina; protektor Portugalii
- Markus Sitticus von Hohenems; Kardynał z Konstancji[4] (26 lutego 1561) – kardynał prezbiter S. Giorgio in Velabro; biskup Konstancji; legat apostolski w Marchii Ankońskiej; gubernator Capranici, Fermo, Ascoli Piceno, Ankony i Norcii; archiprezbiter bazyliki laterańskiej
- Niccolò Caetani; Kardynał Sermoneta[4] (22 grudnia 1536) – kardynał prezbiter S. Eustachio; arcybiskup Kapui
- Ippolito d’Este; Kardynał z Ferrary[4] (20 grudnia 1538) – kardynał prezbiter S. Maria Nuova; administrator archidiecezji Arles; protektor Francji; gubernator Tivoli
  - † Francesco Gonzaga; Kardynał z Mantui[4] (26 lutego 1561) – kardynał prezbiter S. Lorenzo in Lucina; biskup Mantui; protektor Hiszpanii (zmarł 6 stycznia 1566)
- Innico d’Avalos d’Aragona OSIacobis; Kardynał d’Aragona[4] (26 lutego 1561) – kardynał prezbiter S. Adriano
- Francisco Pacheco de Toledo; Kardynał z Burgos[4] (26 lutego 1561) – kardynał prezbiter S. Croce in Gerusalemme
- Marco Antonio Colonna (12 marca 1565) – kardynał prezbiter Ss. XII Apostoli; arcybiskup Tarentu; komendatariusz opactwa terytorialnego Subiaco
- Tolomeo Gallio; Kardynał z Como[4] (12 marca 1565) – kardynał prezbiter S. Pancrazio; główny sekretarz papieski; arcybiskup Manfredonii
- Angelo Nicolini (12 marca 1565) – kardynał prezbiter S. Callisto; arcybiskup Pizy
- Luigi Pisani; Kardynał z Padwy[4] (12 marca 1565) – kardynał prezbiter bez tytułu; biskup Padwy
- Zaccaria Delfino (12 marca 1565) – kardynał prezbiter S. Maria in Aquiro; biskup Hvar
- Marcantonio Bobba (12 marca 1565) – kardynał prezbiter bez tytułu; biskup Aosty; komendatariusz opactw terytorialnych Caramagna Piemonte, S. Giusto di Susa i S. Maria di Pinerolo
- Alessandro Sforza; Kardynał S. Fiora[4] (12 marca 1565) – kardynał prezbiter S. Maria in Via; biskup Parmy
- Flavio Orsini (12 marca 1565) – kardynał prezbiter S. Marcellino e Pietro; komendatariusz kościoła prezbiterialnego S. Giovanni a Porta Latina; biskup Spoleto
- Francesco Abbondio Castiglioni (12 marca 1565) – kardynał prezbiter bez tytułu; biskup Bobbio
- Guido Luca Ferrero; Kardynał z Vercelli (12 marca 1565) – kardynał prezbiter bez tytułu; biskup Vercelli; komendatariusz opactwa terytorialnego Chiusa di S. Michele
- Benedetto Lomellini (12 marca 1565) – kardynał prezbiter S. Sabina; biskup Luni-Sarzana
- Guglielmo Sirleto (12 marca 1565) – kardynał prezbiter S. Lorenzo in Panisperna
- Francesco Crasso (12 marca 1565) – kardynał prezbiter bez tytułu; gubernator Bolonii
- Giulio Feltre della Rovere; Kardynał z Urbino[4] (27 lipca 1547) – kardynał diakon S. Pietro in Vincoli; protodiakon Świętego Kolegium Kardynałów; biskup Vicenzy
- Innocenzo Ciocchi del Monte; Kardynał del Monte[4] (30 maja 1550) – kardynał diakon S. Maria in Portico
- Girolamo Simoncelli (22 grudnia 1553) – kardynał diakon Ss. Cosma e Damiano
- Vitellozzo Vitelli (15 marca 1557) – kardynał diakon S. Maria in Via Lata; kamerling Świętego Kościoła Rzymskiego; legat apostolski w Kampanii; gubernator Pontecorvo
- Ludovico d’Este; Kardynał d’Este[4] (26 lutego 1561) – kardynał diakon S. Lucia in Silice; administrator archidiecezji Auch i diecezji Ferrary
- Ludovico Madruzzo; Kardynał Madruzzo[4] (26 lutego 1561) – kardynał diakon S. Onofrio
- Ferdinando de’ Medici (6 stycznia 1563) – kardynał diakon S. Maria in Domnica; komendatariusz opactwa terytorialnego S. Cristoforo w Casteldurante
- Francesco Alciati; Kardynał z Città[4] (12 marca 1565) – kardynał diakon S. Susanna; datariusz Jego Świątobliwości; biskup Città
- Gabriele Paleotti (12 marca 1565) – kardynał diakon Ss. Giovanni e Paolo

Oprócz Niemca von Hohenems, Hiszpana Pacheco i Francuza Suau wszyscy elektorzy byli Włochami. Aż trzydziestu jeden uczestników konklawe otrzymało kapelusz kardynalski od Piusa IV, sześciu od Pawła IV, siedmiu od Juliusza III, ośmiu od Pawła III, a jeden (dziekan Pisani) od Leona X.

### Nieobecni
Siedemnastu kardynałów było nieobecnych, w tym sześciu Włochów, siedmiu Francuzów, Portugalczyk, Hiszpan, Niemiec i Polak:
- Otto Truchsess von Waldburg; Kardynał z Augsburga[4] (19 grudnia 1544) – kardynał biskup Albano; biskup Augsburga; protektor Rzeszy Niemieckiej
- Georges d’Armagnac (19 grudnia 1544) – kardynał prezbiter S. Nicola in Carcere Tulliano; protoprezbiter Świętego Kolegium Kardynałów; administrator archidiecezji Tuluza; kolegat apostolski w Awinionie; królewski gubernator Langwedocji
- Francisco Mendoza de Bobadilla; Kardynał z Corii[4] (19 grudnia 1544) – kardynał prezbiter S. Eusebio; biskup Burgos
- Henryk z Portugalii; Kardynał z Lizbony[4] (16 grudnia 1545) – kardynał prezbiter Ss. IV Coronati; arcybiskup Lizbony; generalny inkwizytor Portugalii; legat papieski w Portugalii; regent Królestwa Portugalii
- Charles de Lorraine-Guise (27 lipca 1547) – kardynał prezbiter S. Apollinare; arcybiskup Reims; komendatariusz opactwa terytorialnego Cluny
- Gianbernardino Scotti CRT; Kardynał z Trani[4] (20 grudnia 1555) – kardynał prezbiter S. Matteo in Merulana; biskup Piacenzy
- Lorenzo Strozzi (15 marca 1557) – kardynał prezbiter S. Balbina; administrator diecezji Albi; komendatariusz opactwa terytorialnego Staffarda
- Charles de Bourbon-Vendôme (9 stycznia 1548) – kardynał prezbiter S. Crisogono; arcybiskup Rouen; administrator diecezji Carcassonne; legat apostolski w Awinionie; komendatariusz opactwa terytorialnego Saint-Pierre-de-Corbie
- Philibert Babou de la Bourdaisière; Kardynał z Angoulême[4] (26 lutego 1561) – kardynał prezbiter S. Martino ai Monti; biskup Angoulême; administrator diecezji Auxerre; ambasador Francji wobec Stolicy Apostolskiej
- Stanisław Hozjusz; Kardynał z Warmii[4] (26 lutego 1561) – kardynał prezbiter S. Teodoro; biskup Warmii
- Antoine Perrenot de Granvelle; Kardynał de Granvelle[4] (26 lutego 1561) – kardynał prezbiter S. Bartolomeo all’Isola; arcybiskup Mechelen
- Prospero Santacroce (12 marca 1565) – kardynał prezbiter bez tytułu; biskup Kisamos
- Ugo Buoncompagni (12 marca 1565) – kardynał prezbiter S. Sisto; legat a latere w Hiszpanii
- Alessandro Crivelli (12 marca 1565) – kardynał prezbiter bez tytułu; biskup Cerenza e Cariati
- Antoine de Créqui Canaples (12 marca 1565) – kardynał prezbiter bez tytułu; biskup Amiens
- Giovanni Francesco Commendone (12 marca 1565) – kardynał prezbiter bez tytułu
- Louis de Guise (22 grudnia 1553) – kardynał diakon S. Tommaso in Parione

Sześciu mianował Paweł III, jednego Juliusz III, dwóch Paweł IV, ośmiu Pius IV.

## Podziały, kandydaci
W Kolegium Kardynałów wyróżniano następujące frakcje:
- Partia książąt – Francesco Gonzaga, Federico Gonzaga, Ippolito d’Este, Luigi d’Este, Giulio della Rovere, Salviati, Avalos d'Aragon;
- Partia wenecka – Francesco Pisani, Luigi Pisani, Cornaro;
- Partia toskańsko-hiszpańska – Sforza, Medici, Niccolini, Pacheco;
- Farnesianie – czyli kardynałowie mianowani przez Pawła III Farnese: Alessandro Farnese (wnuk Pawła III i lider frakcji), Crispo, Corregio, Gambara, Savelli, Paleotti, Orsini;
- Julianie – kardynałowie mianowani przez Juliusza III: Innocenzo del Monte, della Corgna, Ciocchi del Monte, Ricci, Saraceni, Simoncelli;
- Carafanie – Vitelli, Capizucchi, Suau, Rebiba, Ghislieri, d’Olera;
- Boromejczycy – czyli nominaci Piusa IV: Borromeo (siostrzeniec Piusa IV, lider frakcji), Hohenems (siostrzeniec Piusa IV), Serbelloni, Galli, Crasso, Alciati, Simonetta, Castiglioni, Amulio, Sirleto, Gesualdo, Lomellini, Colonna, Delfino, Pietro Ferrero, Guido Ferrero, Bobba, Ludovico Madruzzo, Cristoforo Madruzzo, Morone.

Konklawe 1565/66 było pierwszym od kilku dziesięcioleci, które nie podlegało znaczącym naciskom świeckich monarchów. Francuscy kardynałowie, z wyjątkiem jednego, w ogóle nie przybyli do Rzymu, a wojna religijna tocząca się w tym kraju sprawiła, że dwór paryski nie miał ani czasu ani możliwości wpływania na elekcję papieską. Jedynymi władcami, którzy zachowali pewne wpływy w kolegium kardynalskim, byli książę Toskanii Cosimo I de’ Medici i król Hiszpanii Filip II Habsburg. Faworytem tego pierwszego był kardynał Ricci, natomiast król Hiszpanii tym razem sam zrezygnował z ingerowania w wybór papieża. Oświadczył jedynie, że życzy sobie wyboru człowieka godnego tego urzędu. Jedynymi wiążącymi instrukcjami dla jego kardynałów było wykluczenie kandydatury d’Este oraz kardynałów francuskich. W zaistniałej sytuacji najsilniejszą frakcją byli zatem kardynałowie skupieni wokół Karola Boromeusza.

## Kandydaci na papieża
Następujący kardynałowie byli uważani za papabile: d’Olera, Ghislieri, Morone, Ippolito d’Este, Ricci, Ferreri, Boncompagni, Sirleto, Crasso, Farnese, Amulio, Scotti, Cristoforo Madruzzo, Suau, Salviati.

## Konklawe
Konklawe rozpoczęło się 20 grudnia 1565 z udziałem 48 kardynałów. Następnego dnia dotarł Niccolini, 23 grudnia do grona elektorów dołączyli Castiglioni oraz Luigi Pisani, a 24 grudnia Corregio. Dopiero 2 stycznia 1566 przybył kardynał Pietro Francesco Ferrero. W tym momencie liczba elektorów wynosiła 53, jednak wskutek śmierci Francesco Gonzagi 6 stycznia 1566 spadła do 52.
Początkowo inicjatywa, zgodnie z oczekiwaniami, należała do kardynała Boromeusza. Jego kandydatem był Morone. Już pierwszego dnia próbował doprowadzić do jego wyboru przez aklamację, ale sprzeciwili się temu Ghislieri, d’Este, Farnese i ugrupowanie Vitellego. Przystąpiono zatem do normalnych głosowań. Karol Boromeusz intensywnie pozyskiwał zwolenników dla Morone i 23 grudnia oddano na niego 29 głosów, o 5 mniej niż wymagane 2/3. Jego oponenci przypomnieli jednak elektorom, że Morone jeszcze niedawno był podejrzany o herezję przez Inkwizycję i pomimo uwolnienia go przez Piusa IV, nie wszystkie wątpliwości zostały wyjaśnione. Zarzuty te przyniosły skutek – 24 grudnia na Morone oddano już tylko 11 głosów i do końca konklawe nie otrzymał ich więcej niż 15. Popierający go dotąd Boromeusz również uznał zasadność zgłoszonych zastrzeżeń i wycofał swoje poparcie dla Morone.
Po odrzuceniu Morone Boromeusz zaproponował dziekanowi Świętego Kolegium zorganizowanie spotkania liderów poszczególnych grup w celu wyłonienia kompromisowego kandydata. Pisani przystał na to, ale spotkanie zakończyło się fiaskiem i Boromeusz chwilowo wycofał się z aktywnej rozgrywki.
Następnie do ofensywy przeszedł Alessandro Farnese. Poprzez propozycje aliansów matrymonialnych między rodami przekonał do poparcia swej kandydatury kardynałów d’Este i Gonzaga. Jego kandydaturze sprzeciwiała się Hiszpania, ale Farnese miał nadzieję przekonać do siebie Karola Boromeusza. Wysiłki te okazały się jednak bezskuteczne. Boromeusz nie zaakceptował też florenckiego kandydata Ricciego oraz kardynała Ferreri.
Od 22 grudnia 1565 do 5 stycznia 1566 odbyło się łącznie 15 bezowocnych głosowań. W poszczególnych turach wyniki głównych kandydatów przedstawiały się następująco:
- 22 grudnia – Sirleto (12 głosów), Morone (11), Farnese (10), Ghislieri (8), Ricci (7), Boncompagni (6), d’Olera i d’Este (po 5)
- 23 grudnia – Morone (17), Ghislieri (10), Ricci i Boncompagni (po 8), Farnese (7), d’Este (5), Sirleto (4), d’Olera (2)
- 24 grudnia – Morone (29), Ghislieri (9), Farnese (7), Ricci (1)
- 25 grudnia – Ghislieri (17), Morone (11), d’Olera (9), Farnese (7), Ricci i Boncompagni (po 5), Sirleto (4), d’Este (2)
- 26 grudnia – Farnese (14), Morone, Ricci i d’Olera (po 10), Ghislieri (8), Boncompagni (5), d’Este i Sirleto (po 4)
- 27 grudnia – Farnese, Ricci i d’Olera (po 13), Morone (10), Sirleto i Ghislieri (po 8), Boncompagni (6), d’Este (4)
- 28 grudnia – Morone (12), Ricci i d’Olera (po 11), Farnese (10), Ghislieri (9), Boncompagni, d’Este i Sirleto (po 5)
- 29 grudnia – d’Olera (16), Farnese (12), Ricci (11), Ghislieri i Morone (po 10), Boncompagni i Sirleto (po 8), d’Este (5)
- 30 grudnia – Morone i Ricci (po 12), Farnese i d’Olera (po 9), Ghislieri (8), Boncompagni i Sirleto (po 6), d’Este (4)
- 31 grudnia – Morone i Farnese (po 12), Ricci (10), d’Olera i Ghislieri (po 9), Boncompagni (7), Sirleto (6), d’Este (4)
- 1 stycznia 1566 – Morone (14), Farnese (13), Ghislieri (12), Ricci (10), d’Olera (9), Sirleto (8), Boncompagni (7), d’Este (3)
- 2 stycznia – Farnese i Ghislieri (po 13), Morone (12), Ricci (10), d’Olera i Sirleto (po 7), d’Este (6), Boncompagni (4)
- 3 stycznia – Ghislieri i Morone (po 15), Farnese (12), d’Olera (11), Ricci (10), Sirleto (8), d’Este (7), Boncompagni (3)
- 4 stycznia – Ghislieri i Farnese (po 16), Morone, Ricci i d’Olera (po 12), Sirleto (7), d’Este i Boncompagni (po 4)
- 5 stycznia – Ghislieri (16), Ricci (12), Farnese (11), Morone i d’Este (po 10), Sirleto (8), d’Olera (6), Boncompagni (3)

5 stycznia Karol Boromeusz ponownie przejął inicjatywę i zaproponował wybór kardynała Sirleto. Ponieważ jednak odrzucili go Toskańczycy, inicjatywa ta spełzła na niczym. Następnego dnia w wieku zaledwie 28 lat zmarł chorujący od samego początku konklawe kardynał Gonzaga, a z powodu choroby kardynałowie Ippolito d’Este oraz Guido Luca Ferrero musieli opuścić zgromadzenie. Utrata głosów d’Este i Gonzagi w połączeniu ze sprzeciwem Boromeusza pogrzebały ostatecznie szanse Alessandro Farnese na zdobycie tiary, wobec czego ten zrezygnował z dalszego kandydowania. Farnese łudził się, że Boromeusz poprze go z wdzięczności wobec rodu Farnese za pomoc w karierze jego wuja Piusa IV, ale nadzieje te okazały się płonne.

## Wybór Piusa V
7 stycznia Farnese i Boromeusz po dłuższej rozmowie porozumieli się co do poparcia dominikanina Antonio Michele Ghislieri, biskupa Mondovi i inkwizytora generalnego, który regularnie dostawał po kilkanaście głosów. Wobec sojuszu tych dwóch wpływowych purpuratów rezultat konklawe był przesądzony. Jeszcze tego samego dnia wieczorem Ghislieri został obrany jednogłośnie, przez aklamację.
Elekt przybrał imię Piusa V i został koronowany 17 stycznia, w dniu swych 62. urodzin. Okazał się on jedynym kanonizowanym papieżem między Celestynem V (koniec XIII wieku) a Piusem X (pocz. XX wieku).

### Uzupełniające źródła internetowe
- Pius V. vaticanhistory.de. [zarchiwizowane z tego adresu (2007-09-27)].
- Conclave of December 20, 1565 to January 7, 1566
- SEDE VACANTE 1565-1566l